# Damona King
Damona King ist die Hauptperson der Horror-Heftromanserie Damona King – Die Bezwingerin der Finsternis, die im Bastei-Verlag erschien. Ab Band 69 erhielt die Reihe den Untertitel Eine Frau gegen Geister und Dämonen.

## Handlung
Damona King ist weibliche Hauptfigur und Namensgeberin der Horrorserie. Sie lebt in der fiktiven Stadt Manrock Fearn, die inmitten der Grampian Mountains in Schottland liegen soll. Damona ist eine weiße Hexe, die ihrer Mutter Vanessa auf dem Sterbebett verspricht, gegen das Böse zu kämpfen. In ihrem Besitz befindet sich ein schwarzer magischer Stein, den sie als Waffe gegen das Böse nutzt. Mithilfe des Steins kann sie außerdem zum Geist ihrer Mutter Kontakt aufnehmen.
Im Laufe der Serie verliert Damona den Stein und muss sich anderer magischer Quellen bedienen, um weiterhin erfolgreich gegen ihre Feinde kämpfen zu können. Nachdem Vanessa endlich in den Himmel einkehren darf, ist Damona auf ihre eigene Kraft angewiesen und muss selbständig agieren.
Die Serie war ursprünglich für das Genre des „Frauengrusel“ konzipiert. Das Konzept wurde zugunsten einer Gruselserie ohne geschlechtsspezifische Ausrichtung noch in der Planungsphase aufgegeben. Werner Kurt Giesa und Manfred Weinland integrierten einige ihrer Figuren aus dem Gespenster-Krimi (speziell die Silbermonddruiden) in die Serie. Diese wurden nach der Einstellung und dem damit verbundenen Ausscheiden der Autoren in die Serie Professor Zamorra übernommen.

## Erscheinungsweise und Autoren
Band 1 mit dem Titel Der schwarze Engel erschien am 3. April 1979. Von 1979 bis 1984 wurden insgesamt 107 Damona-King-Romane im 14-täglichen Rhythmus veröffentlicht. Nach der Einstellung der eigenständigen Serie erschienen 22 weitere Romane als Subserie im Gespenster-Krimi. Im John-Sinclair-Roman Asmodinas Todesengel (Band 103; 1983) hat Damona King einen Gastauftritt.
Die Serie wurde von diversen Autoren geschrieben, unter anderen:
- Martin Eisele (als Ryder Delgado)
- Werner K. Giesa (als Mike Shadow)
- Wolfgang Hohlbein (als Henry Wolf)
- Jörg Kuhnert (als H. P. Usher)
- Helmut Rellergerd (als Jason Dark)
- Hans Wolf Sommer (als Vernon Graves)

Auch innerhalb der Serie John Sinclair erschien 1980 ein Roman mit Damona King in Band 103 Asmodinas Todesengel.

## Titelliste
| Band                                                  | Autorenname                                   | Autor                                         | Titel                                         |
| Damona King (3. April 1979 bis 31. März 1983)         | Damona King (3. April 1979 bis 31. März 1983) | Damona King (3. April 1979 bis 31. März 1983) | Damona King (3. April 1979 bis 31. März 1983) |
| ----------------------------------------------------- | --------------------------------------------- | --------------------------------------------- | --------------------------------------------- |
| 001                                                   | Jason Dark                                    | Helmut Rellergerd                             | Der schwarze Engel                            |
| 002                                                   | H. P. Usher                                   |                                               | Die Rache der Hexe                            |
| 003                                                   | Vernon Graves                                 | Hans Wolf Sommer                              | Gefangen im Monster-Sumpf (1/2)               |
| 004                                                   | Vernon Graves                                 | Hans Wolf Sommer                              | Rückkehr des Totenheers (2/2)                 |
| 005                                                   | H. P. Usher                                   |                                               | Der Eisdämon                                  |
| 006                                                   | Vernon Graves                                 | Hans-Wolf Sommer                              | Die Töchter der Unsterblichkeit               |
| 007                                                   | H. P. Usher                                   |                                               | Das lebende Portrait                          |
| 008                                                   | H. P. Usher                                   | Werner K. Giesa                               | Talkshow mit dem Tod                          |
| 009                                                   | Vernon Graves                                 | Hans Wolf Sommer                              | Die Dämonenprobe (1/3)                        |
| 010                                                   | Vernon Graves                                 | Hans Wolf Sommer                              | Fähre in die Unterwelt (2/3)                  |
| 011                                                   | Vernon Graves                                 | Hans Wolf Sommer                              | Die Sklavin des Pharao (3/3)                  |
| 012                                                   | Mike Shadow                                   | Werner K. Giesa                               | Das Druidenschloss                            |
| 013                                                   | Mike Shadow                                   | Martin Eisele                                 | Der Unheimliche                               |
| 014                                                   | H. P. Usher                                   | Jörg Kuhnert                                  | Im Netz des Schreckens                        |
| 015                                                   | Mike Shadow                                   | Werner K. Giesa                               | Monster vor St. Malo!                         |
| 016                                                   | Mike Shadow                                   | Werner K. Giesa                               | In diesen Mauern haust der Tod                |
| 017                                                   | H. P. Usher                                   | Jörg Kuhnert                                  | Im Labyrinth der Verdammten                   |
| 018                                                   | H. P. Usher                                   | Wilfried A. Hary                              | Die Hölle schickt den Rachegeist              |
| 019                                                   | Vernon Graves                                 | Hans Wolf Sommer                              | Der Ruf des Seelenfängers                     |
| 020                                                   | H. P. Usher                                   | Wilfried A. Hary                              | Die Herrin der Schlangen (1/2)                |
| 021                                                   | H. P. Usher                                   | Wilfried A. Hary                              | Der tödliche Kult (2/2)                       |
| 022                                                   | Mike Shadow                                   | Werner K. Giesa/Manfred Weinland              | Brodkins Rückkehr                             |
| 023                                                   | H. P. Usher                                   | Wilfried A. Hary                              | Duell der Hexen                               |
| 024                                                   | Mike Shadow                                   | Werner K. Giesa                               | Galeere des Schreckens                        |
| 025                                                   | Vernon Graves                                 | Hans Wolf Sommer                              | Im Banne der Satanstochter                    |
| 026                                                   | Boris Cormac                                  | Theodor Dombrowski                            | Die Mönche des schwarzen Kreises              |
| 027                                                   | Mike Shadow                                   | Werner K. Giesa                               | Der Drachentöter                              |
| 028                                                   | Boris Cormac                                  | Theodor Dombrowski                            | Die Saat der Dämonen                          |
| 029                                                   | Mike Shadow                                   | Werner K. Giesa/Manfred Weinland              | Dem Satan verfallen                           |
| 030                                                   | H. P. Usher                                   | Jörg Kuhnert                                  | Invasion der Riesenspinnen                    |
| 031                                                   | Mike Shadow                                   | Roland Rosenbauer                             | Tai Lee, die Seelenfängerin (1/3)             |
| 032                                                   | Mike Shadow                                   | Roland Rosenbauer                             | Vampirpiraten (2/3)                           |
| 033                                                   | Mike Shadow                                   | Roland Rosenbauer                             | Das magische Duell (3/3)                      |
| 034                                                   | H. P. Usher                                   | Wilfried A. Hary                              | Die Herberge zur Ewigkeit                     |
| 035                                                   | Mike Shadow                                   | Manfred Weinland                              | Die Seelenquelle                              |
| 036                                                   | Boris Cormac                                  | Theodor Dombrowski                            | Der Planet der Dämonen (1/3)                  |
| 037                                                   | Boris Cormac                                  | Theodor Dombrowski                            | In der Gewalt der Orlonen (2/3)               |
| 038                                                   | Boris Cormac                                  | Theodor Dombrowski                            | Die Krone der Götter (3/3)                    |
| 039                                                   | Vernon Graves                                 | Hans Wolf Sommer                              | Das Horror-Kabinett                           |
| 040                                                   | Mike Shadow                                   | Werner K. Giesa                               | Die dämonische Pest                           |
| 041                                                   | H. P. Usher                                   | Roland Rosenbauer                             | Die magische Schlacht                         |
| 042                                                   | Ryder Delgado                                 | Martin Eisele                                 | Larusius, der Dämonenmacher                   |
| 043                                                   | Ryder Delgado                                 | Martin Eisele                                 | Der wahnsinnige Dämon                         |
| 044                                                   | Ryder Delgado                                 | Martin Eisele                                 | Im Zentrum des Bösen                          |
| 045                                                   | Ryder Delgado                                 | Martin Eisele                                 | Die Killerschatten                            |
| 046                                                   | Ryder Delgado                                 | Martin Eisele                                 | Blutjäger                                     |
| 047                                                   | Ryder Delgado                                 | Martin Eisele                                 | In den Katakomben des Grauens                 |
| 048                                                   | Vernon Graves                                 | Hans Wolf Sommer                              | Im Banne der Moorteufel                       |
| 049                                                   | Vernon Graves                                 | Hans Wolf Sommer                              | Im Reich des Schreckens                       |
| 050                                                   | Jason Dark                                    | Helmut Rellergerd                             | Das Hotel der Toten                           |
| 051                                                   | Ryder Delgado                                 | Martin Eisele                                 | Der Alptraum-Bringer                          |
| 052                                                   | Ryder Delgado                                 | Martin Eisele                                 | Höllenengel                                   |
| 053                                                   | Mike Shadow                                   | Werner K. Giesa                               | Die Knochenhand                               |
| 054                                                   | Mike Shadow                                   | Werner K. Giesa/Manfred Weinland              | Das Dämonen-Urteil                            |
| 055                                                   | Mike Shadow                                   | Manfred Weinland                              | Zur Hölle verdammt                            |
| 056                                                   | Ryder Delgado                                 | Martin Eisele                                 | Der Mumien-Keller                             |
| 057                                                   | Ryder Delgado                                 | Martin Eisele                                 | Das Hexenherz                                 |
| 058                                                   | Ryder Delgado                                 | Martin Eisele                                 | Bastarda – Herrscherin der Nacht              |
| 059                                                   | Vernon Graves                                 | Hans Wolf Sommer                              | Invasion aus der Mikrowelt                    |
| 060                                                   | Vernon Graves                                 | Hans Wolf Sommer                              | Die Stadt der dreizehn Türme                  |
| 061                                                   | Ryder Delgado                                 | Martin Eisele                                 | Der Giftmüll-Teufel                           |
| 062                                                   | Ryder Delgado                                 | Martin Eisele                                 | Bastardas Bestien                             |
| 063                                                   | Ryder Delgado                                 | Martin Eisele                                 | Höllenrocker greifen an                       |
| 064                                                   | Henry Wolf                                    | Wolfgang Hohlbein                             | Der Meister des Satans                        |
| 065                                                   | Henry Wolf                                    | Wolfgang Hohlbein                             | Im Labyrinth des Satans                       |
| 066                                                   | Henry Wolf                                    | Wolfgang Hohlbein                             | Die Spiegelwelt                               |
| 067                                                   | Henry Wolf                                    | Wolfgang Hohlbein                             | Damonas schwarze Schwester                    |
| 068                                                   | Ryder Delgado                                 | Martin Eisele                                 | Amoklauf der Ghouls (1/3)                     |
| 069                                                   | Ryder Delgado                                 | Martin Eisele                                 | In den Klauen des Ghoul-Königs (2/3)          |
| 070                                                   | Ryder Delgado                                 | Martin Eisele                                 | Götzen des Grauen Todes (3/3)                 |
| 071                                                   | Henry Wolf                                    | Wolfgang Hohlbein                             | Die Stein-Armee (1/2)                         |
| 072                                                   | Henry Wolf                                    | Wolfgang Hohlbein                             | Medusas Bruder (2/2)                          |
| 073                                                   | Ryder Delgado                                 | Martin Eisele                                 | Der Fluch der Totengöttin                     |
| 074                                                   | Ryder Delgado                                 | Martin Eisele                                 | Wächterin des Jenseits                        |
| 075                                                   | Ryder Delgado                                 | Martin Eisele                                 | Odyssee im Totenreich                         |
| 076                                                   | Henry Wolf                                    | Wolfgang Hohlbein                             | Luzifers Bestien (1/2)                        |
| 077                                                   | Henry Wolf                                    | Wolfgang Hohlbein                             | Die Hexenjäger (2/2)                          |
| 078                                                   | Henry Wolf                                    | Wolfgang Hohlbein                             | Das Ende der Blutgötter                       |
| 079                                                   | Ryder Delgado                                 | Martin Eisele                                 | Bastardas Höllentanz                          |
| 080                                                   | Ryder Delgado                                 | Martin Eisele                                 | Horrorparty auf der Luxusyacht                |
| 081                                                   | Ryder Delgado                                 | Martin Eisele                                 | Zarangas Todeshöhle                           |
| 082                                                   | Ryder Delgado                                 | Martin Eisele                                 | Der Höllenengel                               |
| 083                                                   | Henry Wolf                                    | Wolfgang Hohlbein                             | Die Tochter der Katzengöttin                  |
| 084                                                   | Henry Wolf                                    | Wolfgang Hohlbein                             | Die Königin der Katzen                        |
| 085                                                   | Ryder Delgado                                 | Martin Eisele                                 | Die Monster-Freaks von Amsterdam              |
| 086                                                   | Ryder Delgado                                 | Martin Eisele                                 | Der Hai-Dämon                                 |
| 087                                                   | Henry Wolf                                    | Wolfgang Hohlbein                             | Unter den Gräbern von Bubastis                |
| 088                                                   | Ryder Delgado                                 | Martin Eisele                                 | Das Alptraum-Schloss                          |
| 089                                                   | Vernon Graves                                 | Hans Wolf Sommer                              | Die Teufelsratten von Brahmapur (1/2)         |
| 090                                                   | Vernon Graves                                 | Hans Wolf Sommer                              | Im Labyrinth des Rattenkönigs (2/2)           |
| 091                                                   | Ryder Delgado                                 | Martin Eisele                                 | Der Bestien-Meister                           |
| 092                                                   | Ryder Delgado                                 | Martin Eisele                                 | Der Rachedämon                                |
| 093                                                   | Henry Wolf                                    | Wolfgang Hohlbein                             | Das Haus im Nebelmoor                         |
| 094                                                   | Ryder Delgado                                 | Martin Eisele                                 | Brutstätte des Bösen                          |
| 095                                                   | Henry Wolf                                    | Wolfgang Hohlbein                             | Der Puppenspieler                             |
| 096                                                   | Henry Wolf                                    | Wolfgang Hohlbein                             | Die Monsterpuppen                             |
| 097                                                   | Henry Wolf                                    | Wolfgang Hohlbein                             | Der graue Tod                                 |
| 098                                                   | Ryder Delgado                                 | Martin Eisele                                 | Druidenzauber (1/4)                           |
| 099                                                   | Ryder Delgado                                 | Martin Eisele                                 | Die Schneeteufel (2/4)                        |
| 100                                                   | Ryder Delgado                                 | Martin Eisele                                 | Ein Sarg für Damona King (3/4)                |
| 101                                                   | Ryder Delgado                                 | Martin Eisele                                 | Der Ghoul vom Galgenberg (4/4)                |
| 102                                                   | Ryder Delgado                                 | Martin Eisele                                 | Höllenhaus der Vampire                        |
| 103                                                   | Ryder Delgado                                 | Martin Eisele                                 | Aufstand der Hexen                            |
| 104                                                   | Vernon Graves                                 | Hans Wolf Sommer                              | Im Reich des Feuerdämons (1/2)                |
| 105                                                   | Vernon Graves                                 | Hans Wolf Sommer                              | Die Rache des Feuerdämons (2/2)               |
| 106                                                   | Henry Wolf                                    | Wolfgang Hohlbein                             | Satans fünfte Kolonne                         |
| 107                                                   | Ryder Delgado                                 | Martin Eisele                                 | Im Kerker der Bestien                         |
| Damona King in der Reihe Gespenster Krimi (1983–1984) |                                               |                                               |                                               |
| 501                                                   | Henry Wolf                                    | Wolfgang Hohlbein                             | Der Fluch der San Marino                      |
| 505                                                   | Ryder Delgado                                 | Martin Eisele                                 | Endstation Hölle                              |
| 509                                                   | Henry Wolf                                    | Wolfgang Hohlbein                             | Amok                                          |
| 513                                                   | Ryder Delgado                                 | Martin Eisele                                 | Aerobic-Horror                                |
| 517                                                   | Henry Wolf                                    | Wolfgang Hohlbein                             | Der Feuermann                                 |
| 521                                                   | Ryder Delgado                                 | Martin Eisele                                 | Der Bote des Grauens                          |
| 525                                                   | Henry Wolf                                    | Wolfgang Hohlbein                             | In den Ruinen von Yor-Marataar                |
| 529                                                   | Ryder Delgado                                 | Martin Eisele                                 | Mörder aus dem Sarg                           |
| 533                                                   | Ryder Delgado                                 | Martin Eisele                                 | Zarangas Dämonenweihe                         |
| 537                                                   | Ryder Delgado                                 | Martin Eisele                                 | Der Meister des Höllensturms                  |
| 541                                                   | Ryder Delgado                                 | Martin Eisele                                 | Todeskuß um Mitternacht                       |
| 545                                                   | Ryder Delgado                                 | Wolfgang Hohlbein                             | Damona und der Leichenhändler                 |
| 549                                                   | Ryder Delgado                                 | Wolfgang Hohlbein                             | Horror-Museum                                 |
| 553                                                   | Henry Wolf                                    | Wolfgang Hohlbein                             | Odins Fluch                                   |
| 557                                                   | Henry Wolf                                    | Wolfgang Hohlbein                             | Das Dämonen-Heer                              |
| 561                                                   | Henry Wolf                                    | Karl-Ulrich Burgdorf                          | Der Opferturm                                 |
| 565                                                   | Henry Wolf                                    | Wolfgang Hohlbein                             | Ein Freund aus der Hölle                      |
| 569                                                   | Henry Wolf                                    | Wolfgang Hohlbein                             | Söldner der Dämonen                           |
| 573                                                   | Henry Wolf                                    | Wolfgang Hohlbein                             | Schwingen des Todes                           |
| 577                                                   | Henry Wolf                                    | Wolfgang Hohlbein                             | Im Zentrum des Bösen                          |
| 581                                                   | Henry Wolf                                    | Wolfgang Hohlbein                             | Die Hölle stirbt                              |
| 585                                                   | Henry Wolf                                    | Wolfgang Hohlbein                             | Im Tempel der Schatten                        |